# Thang Trấn Nghiệp
Thang Trấn Nghiệp (chữ Hán: 湯鎮業, tên tiếng Anh: Kent Tong Chun Yip, sinh ngày 29 tháng 9 năm 1958) là nam diễn viên nổi tiếng Hồng Kông, một trong "Ngũ hổ tướng" 5 diễn viên trẻ xuất sắc nhất của TVB thập niên 1980 gồm có Huỳnh Nhật Hoa, Thang Trấn Nghiệp, Miêu Kiều Vĩ, Lương Triều Vỹ và Lưu Đức Hoa. Thang Trấn Nghiệp từng được mệnh danh là "Hoàng tử" của nhóm Ngũ hổ tướng.

## Tiểu sử bản thân và quá trình vào nghề
Thang Trấn Nghiệp trải qua 1 tuổi thơ nghèo khó và cơ cực, anh là người gốc huyện Nhiêu Bình thuộc thành phố Triều Châu, tỉnh Quảng Đông, sinh ra và lớn lên tại Hồng Kông trong một gia đình nghèo có 8 anh chị em, anh là con thứ 5 trong gia đình. Những năm đầu đời gia đình anh sống tại khu phố chợ nghèo tại quận Sai Ying Pun (một khu vực ở quận Tây Hồng Kông), cả gia đình chỉ trông chờ vào việc thu mua hải sản của cha anh để kiếm sống qua ngày. Cả gia đình anh 12 người sống chen chúc trong căn phòng chỉ 30 mét vuông. Trước khi cha làm nghề thu mua hải sản, gia đình anh sống trong cảnh vô cùng nghèo nàn và thiếu thốn. Hàng ngày gia đình chỉ ăn bữa ăn rất thanh đạm hoặc trông chờ vào việc ông nội của anh (vốn là một đầu bếp) mang thức ăn thừa về cho cả gia đình.
Thang Trấn Nghiệp từ nhỏ tính cách hướng nội, trầm tính và ít nói. Anh từng học tại trường Triều Thương Hồng Kông và trường trung học cơ sở Bồi Anh Hồng Kông (trường cũ nằm tại số 3 đường Babington). Tại trường mẫu giáo, nhờ thành tích của Thang Trấn Nghiệp rất xuất sắc nên nhà trường đồng ý cho anh nhảy lớp, vì thế mặc dù nhỏ tuổi hơn nhưng anh học cùng lớp với anh trai Thang Trấn Tông. Thành tích của Thang Trấn Nghiệp tại trường tiểu học và cấp 2 cũng rất tốt, khi ấy anh thường chơi đánh bao cát và đá bóng với anh trai tại phố Thượng Hoàn. Tuy nhiên đến cấp 3, thành tích học tập của anh bị sa sút vì lơ là chuyện học hành. Khi còn học cấp 3 vì ông nội mất, nên cả gia đình dọn đến đảo Nam Á để sống và tìm nơi chôn cất cho ông nội anh. Vào thời điểm đó, anh rể của anh là con trai của trưởng làng của đảo Nam Á. Sau khi ông nội của Thang Trấn Nghiệp được chôn cất tại đảo, anh rể cũng sắp xếp cho Thang Trấn Nghiệp định cư tại khu nhà ở địa phương.
Sau đó, Thang Trấn Nghiệp tốt nghiệp trung học và làm thợ xây một thời gian với anh rể tại đảo Nam Á để xây dựng những ngôi nhà làng cho cư dân vùng núi. Chẳng bao lâu, sau khi cha anh được sự giới thiệu của bạn bè, anh bắt đầu làm việc tại một công ty điện ảnh ở Trung Hoàn với mức lương là 500 đô la Hồng Kông một tháng, chịu trách nhiệm gửi thư, giao bản sao phim và chiếu phim cho khách. Chưa đầy một năm, người bạn của gia đình đó đã tình cờ thấy được vẻ ngoài đẹp trai tuấn tú hơn người của Thang Trấn Nghiệp, vì vậy ông đã đề nghị anh nên trở thành diễn viên và khuyên anh nên đến lớp đào tạo diễn viên.
Năm 1978, Thang Trấn Nghiệp đánh liều tham gia dự thi tuyển diễn viên lớp đào tạo nghệ sĩ khóa 8 của đài truyền hình hàng đầu Hồng Kông TVB. Lúc đó, anh không biết diễn xuất là cái gì, nhưng vị giám khảo lúc đó đã bị thu hút bởi vẻ ngoài hơn người của Thang Trấn Nghiệp, và anh đã được tuyển chọn vào lớp đào tạo diễn xuất. Khi được tuyển vào lớp đào tạo, anh gặp khó khăn trong giao tiếp và việc học diễn xuất nên cảm thấy chán nản muốn từ bỏ, nhưng được sự động viên của Ban lãnh đạo và bạn bè và thầy cô, nên anh cũng tốt nghiệp thuận lợi vào năm 1979. Ban đầu, từ khi tiếp xúc với ngành nghệ thuật biểu diễn để trở thành diễn viên, Thang Trấn Nghiệp không có nhiều hứng thú với diễn xuất. Lý do duy nhất anh gia nhập làng giải trí đơn giản là vì công việc này có thể giúp anh kiếm được nhiều tiền hơn. Kết quả hóa ra anh lại là một nghệ sĩ nổi tiếng..

## Sự nghiệp

### Thập niên 80- 90: từ nam thần màn ảnh đến kẻ tội đồ làng giải trí
Thang Trấn Nghiệp tốt nghiệp khoá 8 (năm 1979) lớp đào tạo nghệ sĩ trẻ của Đài Truyền hình TVB của Hồng Kông.Trong những năm đầu tiên ra mắt khán giả, anh và Trần Phúc Sanh đã chủ trì tiết mục "K-100". Kể từ đó anh ấy đã bắt đầu đóng phim truyền hình, tác phẩm đầu tiên là loạt phim truyền hình "Đoạn thế phong vân" được phát sóng vào tháng 1 năm 1980. Anh đã may mắn khi lần đầu tiên ra mắt đã được đón nhận nồng nhiệt. Vai thứ đầu tiên của Thang Trấn Nghiệp là vai cảnh sát Trần Hàn Lâm trong bộ phim kinh điển "Bến Thượng Hải" năm 1980 đã mở đường cho thành công của anh trong những năm tiếp theo .
Năm 1982, Thang đã trở nên nổi tiếng khắp châu Á với vai Ứng Tử Huy trong phim "Hương Thành Lãng Tử". Cùng năm đó, anh đóng vai chính Đoàn Dự trong phim chuyển thể từ tiểu thuyết võ hiệp nổi tiếng của Kim Dung "Thiên long bát bộ" (đóng cặp với Trần Ngọc Liên trong vai Vương Ngữ Yên), với một hình ảnh chàng công tử Đoàn Dự anh tuấn bất phàm đã đi sâu vào lòng của công chúng, trở thành một tác phẩm kinh điển. Tháng 9 năm 1983, anh cùng với Huỳnh Nhật Hoa, Miêu Kiều Vỹ, Lưu Đức Hoa và Lương Triều Vỹ đã thực hiện một màn biểu diễn nhào lộn trong chương trình tạp kỹ quy mô lớn "Ngôi sao lấp lánh tranh nhau tỏa sáng". Từ tiết mục này, TVB nảy ra ý tưởng thành lập 5 người họ thành một nhóm với tên gọi là "Ngũ Hổ Tướng" và các phương tiện truyền thông dần dần gọi họ với danh xưng này.
Vai Yến Thanh trong bộ phim truyền hình "Lâm Xung" là bộ phim cuối cùng anh đóng cho TVB, sản xuất năm 1986. Chuyện tình đẹp và lãng mạn nhưng đầy bi kịch của anh hùng lãng tử Yến Thanh và nàng kĩ nữ hồng nhan bạc phận Lý Sư Sư (do Thích Mỹ Trân đóng) làm người xem xúc động. Đây là bộ phim TVB đầu tiên được phát sóng trên truyền hình quốc gia Việt Nam, và nó đã tạo nên cơn sốt hâm mộ dữ dội vào thời điểm lúc đó và mở ra trào lưu xem phim Hồng Kông tại Việt Nam trong những năm 90 của thế kỷ trước .
Trong thời kỳ hoàng kim, ngoài đóng phim TVB, anh cũng được tham gia nhiều dự án điện ảnh đáng chú ý là: Liệt hoả thanh xuân (1982 - đóng cùng Trương Quốc Vinh, phim được xếp thứ 73 trong top 100 phim điện ảnh hay nhất của Hoa Ngữ), Ma giới (1982), Tân thiên long bát bộ (1983, đóng cặp với Trần Ngọc Liên), Mối tình vụng trộm - Maybe it's love (1984), đóng cùng Chung sở hồng),  The surgeon (1984), Long gia tộc (1988), và đặc biệt là "Câu chuyện cảnh sát" do Thành Long thủ vai chính vào năm 1985.
Trong thập niên 80, anh từng được mệnh danh là "bạch mã hoàng tử" của nhóm Ngũ hổ tướng vì là hổ tướng đẹp trai nhất và có lượng fan đông đảo nhất.Ngoài ra, anh còn có nickname là "tiểu sinh ngọc diện" ý là vì anh sở hữu gương mặt sáng như viên ngọc. Với vẻ ngoài đẹp trai tuấn tú, Thang Trấn Nghiệp lúc đó không chỉ là người tình trông mộng của nhiều fan nữ, mà anh còn được rất nhiều sao nữ trong làng giải trí yêu mến theo đuổi và là thỏi nam châm hút tin đồn của giới báo chí. Nhiều người còn quen thuộc với Thang Trấn Nghiệp khi anh cùng với nữ minh tinh truyền hình hàng đầu của TVB Ông Mỹ Linh trong thập niên 80 là cặp đôi được yêu thích nhất Hồng Kông, mối quan hệ của hai người luôn là chủ đề bàn tán của khán giả. Sau đó, có tin đồn là Thang Trấn Nghiệp có người thứ ba, khiến tình yêu trở nên lạnh nhạt. Vào ngày 14 tháng 5 năm 1985, Ông Mỹ Linh bị phát hiện đã tự sát tại nhà riêng ở đường Broadcast Drive khu vực Cửu Long Đường và vụ tử tự này đã gây chấn động toàn châu Á. Vụ việc này đã khiến rất nhiều búa rìu dư luận chĩa mũi nhọn vào Thang Trấn Nghiệp, khiến Thang Trấn Nghiệp luôn phải chịu mang tai tiếng và áp lực lớn. Sự cố tự tử của Ông Mỹ Linh là nguyên nhân chính khiến cho sự nghiệp diễn xuất đang thăng tiến rực rỡ của Thang Trấn Nghiệp bị xuống dốc không phanh và anh phải rời khỏi đài truyền hình chỉ 1 năm sau đó .
Kể từ khi rời khỏi TVB vào năm 1986, hình ảnh và tên tuổi của Thang đã ít phổ biến hơn ở Hồng Kông so với trước đây và nhiều người Hồng Kông đã phản đối mạnh mẽ Thang Trấn Nghiệp vì cái chết của Ông Mỹ Linh. Từ nam thần màn ảnh, anh trở thành tội đồ trong mắt công chúng vì thế Thang Trấn Nghiệp phải chuyển sang Đài Loan để đóng phim, và cũng có tin đồn tình cảm với nữ diễn viên Đài Loan Tịch Mạn Ninh. Trong thời gian này, anh đã không nhận được bất cứ công việc nào trong khoảng hai đến ba năm. Năm 1988, anh trở lại Hồng Kông để ký hợp đồng với hãng truyền hình Á Châu ATV và tham gia một số phim tại đây ngoài ra anh đóng vài bộ phim điện ảnh để kiếm tiền. Phần còn lại về cơ bản chỉ là đóng vai phụ (như trong phim "Lộc Đỉnh Ký" - Thần Long Giáo do Châu Tinh Trì đóng vai chính anh chỉ đóng vai phụ Ngô Ứng Hùng), và đóng vai chính trong loạt phim truyền hình của ATV như: Cánh hoa lạc đường, Ngụy thành tranh bá, Ngạo thế tuyệt kiếm, Độc bá thiên hạ, Cửu Vương Đoạt Ngôi..... Năm 1993, Thang Trấn Nghiệp tham gia đóng phim "Cảnh sát đặc khu" là một phim điện ảnh hợp tác giữa Việt Nam và Hồng Kông. Với vai phản diện Phương Hướng Đông, anh từng được đề cử cho Hạng mục Nam diễn viên phụ xuất sắc nhất tại Giải Kim Mã lần thứ 28 vào cuối năm 1991 và Giải Kim Tượng lần thứ 11 trong năm 1992 khi tham gia phim Ngũ hổ tướng cùng 4 hổ tướng còn lại trong nhóm.. Sự đi xuống của nền điện ảnh Hồng Kông vào cuối những năm 1990, đồng thời, ATV đã dần dần lụi tàn khỏi ngành công nghiệp giải trí Hồng Kông do việc sản xuất phim truyền hình không thu được lãi, đến năm 1997 anh chấm dứt hợp đồng đóng phim cho ATV.

### Từ cuối thập niên 90ː chuyển hướng sang Đại Lục
Từ cuối thập niên 90, Thang Trấn Nghiệp cùng anh trai là diễn viên Thang Trấn Tông chủ yếu đóng phim và phát triển kinh doanh tại Trung Quốc Đại lục. Lần đầu tiên anh đến Trung Quốc để điều hành một doanh nghiệp cung cấp thực phẩm vào khoảng năm 1993. Năm 1996, anh gia nhập công ty Điện ảnh Quảng Châu Superstar Film và làm một nhà sản xuất cho một số tác phẩm như "Đông Phương giáo mẫu" và "Thiên hạ hữu tình". Do phần lớn thời gian ở Đại lục, Thang Trấn Nghiệp đã gia nhập Liên đoàn Hoa kiều và Phòng Thương mại Trung Quốc ở nước ngoài. Tháng 12 năm 2007, anh được bổ nhiệm làm thành viên của Hội đồng Tư vấn Chính trị tỉnh Quảng Đông. Năm 2011, anh tham gia vào bộ phim "Cung tỏa tâm ngọc" của đài truyền hình Hồ Nam, và vai Hoàng đế Khang Hy anh đóng trong bộ phim nổi tiếng này đã giúp tên tuổi của anh trở nên phổ biến tại Đại Lục, Trung Quốc. Do đó, sau phim này anh được tham gia rất nhiều dự án lớn tại Đại Lục. Và anh hiện là chủ sở hữu của Công ty sản xuất giải trí Hong Kong Đức Nguyên. Công ty được thành lập khi anh lần đầu tiên bắt đầu phát triển sản xuất hậu trường phim tại đại lục.

### Tái xuất màn ảnh TVB sau 30 năm
Năm 2015, anh quay trở lại đóng phim cho TVB sau đúng 30 năm rời bỏ hãng khi góp mặt trong bộ phim bom tấn "Kiêu Hùng" với kinh phí đầu tư lớn nhất từ trước đến nay. Phim thu về nhiều giải thưởng lớn như: Giải phim truyền hình xuất sắc nhất TVB, Nam diễn viên chính xuất sắc nhất, Nam diễn viên phụ xuất sắc nhất, trong đó anh cũng nhận được đề cử Nam diễn viên chính xuất sắc nhất và Nhân vật truyền hình được yêu thích nhất tại Giải thưởng thường niên TVB năm 2015. Bên cạnh đó, phim cũng đạt lượng rating cao nhất trong năm. Năm 2016, anh tiếp tục tái ngộ khán giả TVB khi nhận lời tham gia một bộ phim truyền hình khác là Tâm lý truy hùng. 
Năm 2017, anh ghi dấu ấn bằng vai Nhan Đồng trong phim điện ảnh bom tấn Trùm Hương Cảng hợp tác với Chân Tử Đan, Lưu Đức Hoa và Huỳnh Nhật Hoa. Đầu năm 2019, anh cũng tái xuất màn ảnh TVB sau hơn 3 năm vắng bóng trên màn ảnh nhỏ Hồng Kông với vai thám trưởng Văn Hùng hợp tác cùng dàn diễn viên gạo cội đàn anh như Trịnh Tắc Sĩ, Tần Bái...và nhận lời tham gia đóng 1 vai khách mời trong bộ phim hình sự "Thủ hộ thần" vào cuối năm 2018.

## Mối tình  với Ông Mỹ Linh
Thang Trấn Nghiệp và Ông Mỹ Linh quen biết nhau vào đầu năm 1982 khi cả hai cùng hợp tác trong phim truyền hình Thập Tam Muội. Hằng ngày, cô thường mang canh đến phim trường cho mọi người trong đoàn cùng ăn. Về sau, món canh đó trở thành món canh đặc biệt chỉ dành cho Thang Trấn Nghiệp. Sau khi phim đóng máy, cả hai công khai chuyện tình cảm và được đánh giá là một trong những cặp tình nhân đẹp đôi nhất làng giải trí,đồng thời nhận được nhiều lời chúc phúc từ người hâm mộ lẫn bạn bè, đồng nghiệp.Trong thời gian Ông Mỹ Linh đóng phim Anh hùng xạ điêu, khi người yêu bị thương, Thang Trấn Nghiệp đã thường xuyên có mặt tại bệnh viện để chăm sóc, khiến Ông Mỹ Linh vô cùng cảm động.
Tuy nhiên, thời điểm đó cả hai người đều còn rất trẻ,bận rộn với công việc và sự nghiệp, không có thời gian dành cho nhau, chưa kể những tin đồn vẫn cứ liên tục xảy ra. Ông Mỹ Linh cảm thấy bất an với Thang Trấn Nghiệp, cô bắt đầu muốn trói buộc bạn trai. Thêm vào đó là áp lực từ công việc, Ông Mỹ Linh tìm đến rượu và quán bar để xả stress. Thời gian đó, cô thường xuyên xuất hiện trên các mặt báo với hình ảnh thác loạn, rượu chè bê bết… Những điều này đã ảnh hưởng rất lớn đến hình tượng ngọc nữ cao quý mà cô từng xây dựng trước đây.
Đỉnh điểm của sự rạn nứt trong mối quan hệ giữa Thang Trấn Nghiệp và Ông Mỹ Linh là thời gian Thang sang Đài Loan đóng phim. Những tin đồn tin cảm về việc có người thứ 3 càng khiến Ông Mỹ Linh luôn thấp thỏm lo sợ. Lúc này, Trâu Thế Long, một nhân vật nổi tiếng trong giới giải trí với khả năng "chế tạo ngôi sao" xuất hiện và theo đuổi Ông Mỹ Linh càng làm mối quan hệ thêm rối rắm.
Ngày 11/5/1985, cả Thang Trấn Nghiệp và Ông Mỹ Linh được mời đến một bữa tiệc nhỏ của Miêu Kiều Vỹ và Thích Mỹ Trân tổ chức. Vì muốn thử "độ ghen" của Ông Mỹ Linh, Thang Trấn Nghiệp đã cố ý chụp những bức hình thân mật với Ngô Quân Như vì anh thấy cô đang nhảy với một người đàn ông khác. Tuy nhiên anh không ngờ những hành động trẻ con đó sẽ khiến anh hối hận suốt cuộc đời.
Ngày 13/5/1985, sau buổi chụp hình cho bộ phim mới mà hai người đóng một cặp tình nhân, Thang Trấn Nghiệp và Ông Mỹ Linh cãi nhau rất lớn tại phòng hóa trang của nhà đài TVB. Ông Mỹ Linh đã quyết định nói lời chia tay với anh. Nhưng Trấn Nghiệp chỉ nghĩ đây là lời giận dỗi của người yêu. Vì thế anh quyết định bỏ về trước, mặc cho Ông Mỹ Linh như đang "hóa điên" và tâm trạng rối bời..
Rạng sáng ngày 14/5/1985, Ông Mỹ Linh đã ra đi vĩnh viễn vì tự tử bằng hơi ga tại nhà riêng. Trên quyển lịch bàn ở đầu giường của cô còn lưu lại dòng chữ cuối cùng cô dành cho Thang Trấn Nghiệp: "Darling, I love you" (Anh yêu, em yêu anh). Cuối cùng, cảnh sát đã kết luận cái chết của Ông Mỹ Linh là do uống rất nhiều rượu mạnh cùng thuốc ngủ. Điều này có thể khiến cô không tỉnh táo và dẫn đến hành động mở khóa ga tự vẫn.
Cái chết của Ông Mỹ Linh là một cú sốc lớn với làng giải trí Hồng Kông khiến cho Thang Trấn Nghiệp vô cùng ân hận và đau khổ. Vì cái chết của Mỹ Linh, dư luận dành cho Thang Trấn Nghiệp những lời cay nghiệt, nhiều người cho rằng anh là nguyên nhân khiến nàng Hoàng Dung tự vẫn. Sau cái chết của người yêu, Trấn Nghiệp bị khủng hoảng tâm lý trầm trọng, khiến anh quyết định rời khỏi đài TVB xa lánh làng giải trí.
Vào thời điểm vụ việc xảy ra, người ta chứng kiến Thang Trấn Nghiệp suốt ngày như kẻ mất hồn, cả gia đình phải túc trực bên anh ấy vì sợ anh làm chuyện dại dột, bản thân anh phải tìm đến thuốc ngủ để trợ giúp sau cú sốc vì khủng hoảng tâm lý. Khi Thang Trấn Nghiệp biết tin Ông Mỹ Linh gặp chuyện, anh đã chạy ngay đến bệnh viện nhưng không còn kịp nữa cô ấy đã qua đời. Anh cùng với người bạn thân là diễn viên Miêu Kiều Vỹ đã đến bệnh viện để xin được gặp mặt cô ấy lần cuối. Ban đầu phía bệnh viện từ chối, nhưng sau nhiều lần van xin, họ đồng ý cho anh được vào nhà xác để nhìn mặt cô ấy lần cuối, khi đó anh đã ôm chầm cô ấy và khóc rất nhiều. Khi anh xuất hiện tại lễ tang với bó hoa tươi đã khiến cho hiện trường trở lên xôn xao, thậm chí có fan hâm mộ còn hô to: "Đánh chết hắn đi, đánh chết hắn đi!". Ngày đó, Thang Trấn Nghiệp đã đặt bó hoa hồng đỏ bên cạnh Ông Mỹ Linh, chải tóc cho cô rồi bẻ đôi chiếc lược, một nửa đặt trong quan tài người đẹp, một nửa giữ lại bên mình, coi như kết tóc vợ chồng .

## Người tình màn ảnh
Trong sự nghiệp đóng phim, Thang Trấn Nghiệp từng hợp tác với rất nhiều bạn diễn nữ nổi tiếng và xinh đẹp, nhưng người đóng cặp thành công nhất với anh là nữ diễn viên xinh đẹp và tài năng Thích Mỹ Trân (một trong 5 ngôi sao nữ hàng đầu của TVB trong thập niên 80 và đồng thời là vợ của Miêu Kiều Vỹ, anh cả của nhóm Ngũ Hổ tướng). Với vai Yến Thanh và Lý Sư Sư trong phim truyền hình Lâm Xung (1986) đã giúp họ se duyên trên màn ảnh và trở thành cặp đôi kinh điển. Ngoài ra họ còn đóng cặp trong 2 phim truyền hình của ATV là Cánh hoa lạc đường (1989) và Ngụy Thành Tranh Bá (1992) trong vai cặp đôi vua Quang Tự và Trân Phi .

## Cuộc sống gia đình
Năm 1993, Thang Trấn Nghiệp kết hôn với một phụ nữ nhỏ hơn anh 13 tuổi người Trung Quốc lai Nhật Bản, diễn viên của đài ATV Khương Khôn. Họ có với nhau 1 đứa con gái (tên Isabella Thang Ái Gia sinh năm 1993) và 1 cặp con trai sinh đôi sinh năm 1995, hiện đã gia nhập làng giải trí với vai trò diễn viên tên Bruce Thang Quân Hiền và Chris Thang Quân Diệu. Nhưng họ ly hôn vào năm 2001. Năm 2000, anh sinh 1 đứa con trai với người bạn gái cũ ở Quảng Châu tên Thang Quân Long. Thang Trấn Nghiệp sau đó đã tái hôn với người phụ nữ nhỏ hơn anh 25 tuổi tại Thanh Đảo tên Văn Tịnh vào tháng 5 năm 2008. Vào tháng 9 cùng năm, họ đã sinh ra một cặp con gái sinh đôi tên Thang Điềm Điềm và Thang Viên Viên. Anh trai của Thang Trấn Nghiệp là nam diễn viên Thang Trấn Tông, cháu gái của Thang Trấn Nghiệp cũng là một diễn viên ở Hồng Kông (tên Thang Lạc Văn).

## Các phim đã tham gia

### Điện ảnh
- Liệt Hỏa Thanh Xuân / Nomad 1982 (vai Lương Long Bang)
- Once Upon a Rainbow/ Thái vân khúc  1982
- Ma giới /  Hell has no boundary  1982 (vai Cổ)
- Tân thiên long bát bộ 1983 (vai Đoàn Dự)
- Lời nguyền huyết ngãi/ Red Spell Spells Red1983 (vai Lưu Tiên Sinh)
- Mối tình vụng trộm /  Maybe it's love  1984 (vai Diệu Tổ)
- Cứu khỏi tay tử thần (bác sĩ phẫu thuật) /The Surgeon 1984 (vai Hoàng Nhân Đồng)
- Câu chuyện cảnh sát 1985 (vai A Đức)
- The Story of Dr. Sun Yat Sen (1986)
- Eastern Condors (1987) (khách mời)
- You OK, I'm OK (1987)
- Long gia tộc / Dragon Family 1988 (vai Gia Nghiệp)
- Call Girl '88 (1988)
- Kẻ đào tẩu (Vị đắng của máu)/Bitter Taste of Blood (1988) (vai Hải)
- Sát thủ song long / City Cops 1989 (vai Kent Tong)
- Ngũ hổ tướng chi quyết liệt / The Tigers 1991 (được đề cử giải "Nam diễn viên phụ xuất sắc nhất" tại Giải Kim Tượng lần thứ 11 và Liên hoan phim Kim Mã lần thứ 28) (vai Phương Hướng Đông)
- Pretty Woman (1991)
- Take Me (1991)
- Fox Legend (1991)
- A Phi và A Cơ / The Days of Being Dumb 1992 (vai Quan Công)
- Lộc đỉnh ký - Thần long giáo / Royal Tramp II 1992 (vai Ngô Ứng Hùng)
- Tân vi tiểu bảo  1992 (vai Khang Hy)
- Hoàng đế Thượng Hải 1992 (vai Tào Sơn)
- Sex And Curse (1992)
- Sisters in Law (1992)
- A Matter of Life or Death (1992)
- Hoàng đế Thượng Hải II 1993 (vai Tào Sơn)
- Hero of Hong Kong 1949 (1993)
- Hero – Beyond The Boundary of Time (1993)
- The Tale of a Heroine (1993)
- Bogus Cops (1993)
- Hot Desire (1993)
- Dancing Boy in Underworld Street (1993)
- Pink Panther (1993)
- Battle of No Truce (1993)
- A Man and a Woman (1993)
- Naked Rose (1994)
- Bloody Beast (1994)
- Possessed (1994)
- Thủ túc tình 2002 (vai đại ca Tài)
- Eternal Flame of Fatal Attraction (2003)
- My Jail Story (2003)
- Tân Trác Sư Huynh / Moving Targets 2004
- Love is a Many Stupid Thing (2004)
- Thần long đặc cảnh / Dragon Squad 2005
- My Mother is a Belly Dancer (2006)
- Huynh Đệ / Brothers 2007 (vai Khu)
- The Scroll of Wing Chun White Crane (2014)
- Silently Love (2015)
- Doomed Disaster (2015)
- Out of Ordinary (2016)
- Xuan Zang (2016)
- Trùm Hương Cảng / Chasing the Dragon 20017 (vai Nhan Đồng)

### Truyền hình

##### TVB
| Năm  | Tên phim                           | Vai diễn                 | Ghi chú |
| ---- | ---------------------------------- | ------------------------ | --- |
| 1979 | Sở Lưu Hương                       |                          | |
| 1980 | Kinh hoa xuân mộng                 |                          | |
| 1980 | Bến Thượng Hải                     | Trần Hàn Lâm             | |
| 1980 | Đoạn thế phong vân                 |                          | |
| 1980 | Loạn thế nữ nhi                    |                          | |
| 1980 | Xung kích                          | Lôi Lãng Sinh            | |
| 1981 | Tiền lộ                            |                          | |
| 1981 | Vô song phổ                        | Nguyễn Tâm Nhượng        | |
| 1981 | Trời nắng trời mưa (Phong vũ tình) | Trình Chí Thao           | |
| 1982 | Hương thành lãng tử                | Ứng Tử Huy               | |
| 1982 | Thập tam thái bảo                  | Khang Quân Lợi           | |
| 1982 | Thiên long bát bộ                  | Đoàn Dự                  | |
| 1983 | Long hổ ân thù                     | Kiều Trấn Vũ             | |
| 1983 | Thần điêu đại hiệp                 | hoàng tử Mông Cổ Hoắc Đô | |
| 1983 | Thập tam muội                      | An Long Phi              | |
| 1984 | Tình ca giọt lệ                    | Châu Kế Nghiệp           | |
| 1984 | Trận chiến Huyền Võ Môn            | hoàng tử Lý Nguyên Cát   | |
| 1984 | Duyên nợ xuân thì                  | Dương Tuấn Minh          | |
| 1984 | Bảo Chi Lâm                        | Nạp Lan Chánh Đức        | |
| 1984 | Ngũ hổ tướng                       | Hồng Trấn                | |
| 1984 | Thiết diện bao công                | Bạch Ngọc Đường          | |
| 1985 | Dương gia tướng                    | Bát Hiền Vương           | |
| 1985 | Hậu sinh khả úy                    | La Tổ Quang              | |
| 1985 | Hoa nữ thần thám                   | Cao Lãng Đình            | |
| 1985 | Chung Vô Diệm                      |                          | |
| 1986 | Lâm xung                           | Yến Thanh                | |
| 2015 | Kiêu hùng                          | Trạch Kim Đường          | Đề cử – Giải thưởng thường niên TVB cho Nam diễn viên chính xuất sắc nhất 2015 Đề cử – Giải thưởng thường niên TVB cho Nam nhân vật được yêu thích nhất 2015 |
| 2017 | Tâm lý truy hùng                   |                          | khách mời |
| 2018 | Thủ hộ thần                        | Kim Thượng Văn           | khách mời |
| 2019 | Tay bịp Hollywood                  | thám trưởng Văn Hùng     | |

##### Đài Loan
- Trần Viên Viên (vai Ngô Tam Quế)
- Lạc nhạn mỹ nhân (vai Hán Nguyên đế)
- Hồ lô kỳ binh (vai Lâm Thiên Lộc)
- Duyên nợ (vai Hà Mộ Phàm)

##### ATV
- Cánh hoa lạc đường 1989 (vai Đàm Triệu Xương)
- Ngụy Thành Tranh Bá 1992 (vai vua Quang Tự)
- Ngạo thế tuyệt kiếm 1993 (vai Mộ Dung Kiếm Thu)
- Độc bá thiên hạ 1993 (vai Dịch Thiên Dương)
- Cửu Vương Đoạt Ngôi 1994 (vai Văn Cát)
- Nữ nhân a nữ nhân 1996
- Hình cảnh quốc tế 1997

##### Trung Quốc
- Đông Phương giáo mẫu 1996
- Loạn thế giai nhân 1997
- Thiên Hạ Hữu Tình (series)
- Bản sắc của rồng 200
- Liêm Chính Truy Kích 2001
- Tiếu thi Đường Bá Hổ 2001 (vai Đường Bá Hổ)
- Thiên Hạ Đệ Nhất 2004
- Hương Phấn Truyền Kỳ 2005 (vai Chu Nguyên Chương)
- Đại A Hoàn 2009
- Cung tỏa tâm ngọc 2010 (vai vua Khang Hy)
- Cung tỏa liên châu 2012
- Huyết sắc lê minh 2012
- Thi Công kỳ án 2012
- Đại thương thành 2012
- Gả vào hào môn 2012
- Tùy Đường Diễn Nghĩa 2012 (vai Tùy Văn Đế)
- Chiến quốc tiểu binh 2013
- Tiết Đinh San 2013 (vai Huyền Vũ thiên tôn)
- Võ Tòng 2013 (vai Tưởng Môn Thần)
- Cung tỏa liên thành 2014 (vai Càn Long)
- Đại Nam thiên 2014
- Càn Long truyền kỳ 2014 (vai vua Ung Chính)
- Thần y truyền kỳ 2015
- Tiên hiệp kiếm 2015
- Ban Thục truyền kỳ 2015
- Kim thoa điệp ảnh 2015
- Đỗ Tâm Ngũ truyền kỳ 2016
- Hiệp khách hành 2017 (vai Bạch Tự Tại)
- Nho lâm ngoại sử
- Minh Nguyệt Từng Chiếu Giang Đông Hàn 2020